# Zainichi

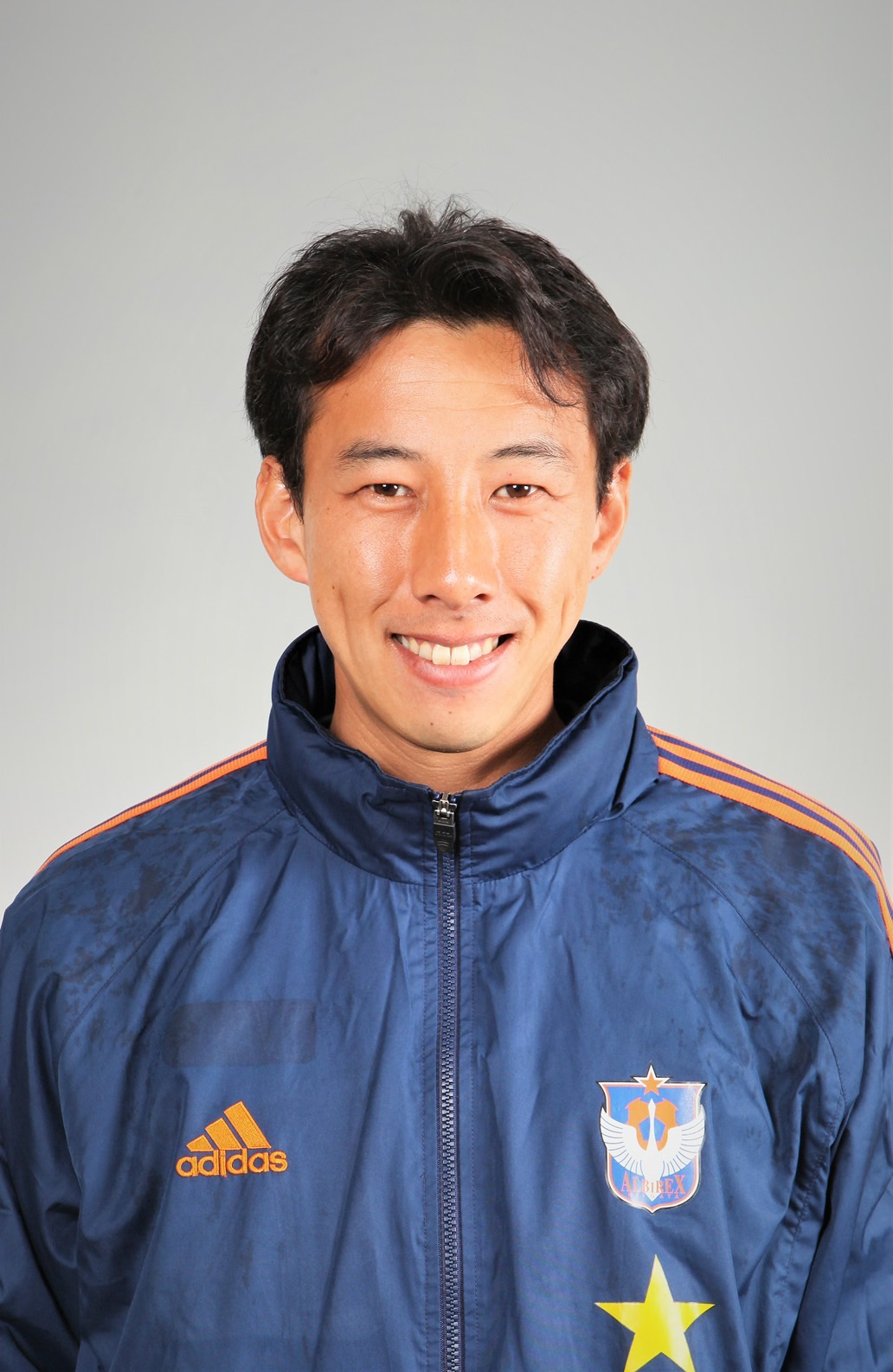
Coréen résidant au Japon.

Les Zainichi (在日) sont la diaspora coréenne au Japon venus s'établir durant l'occupation de la Corée par le Japon. Le terme Zainichi ne fait référence qu'aux résidents coréens dont la présence remonte avant 1945, ce qui les distingue de la vague ultérieure d'expatriés coréens qui sont arrivés principalement dans les années 1980.
Le terme japonais Zainichi signifie littéralement « qui reste au Japon » s'utilise à la fois pour désigner les kankokujin (de Corée du Sud) et les chosenjin (de Corée du Nord). En théorie, ce terme peut être appliqué à n'importe quelle personne (même non coréenne) qui réside au Japon sans avoir la citoyenneté japonaise, mais il est surtout utilisé pour désigner les Coréens arrivés avant 1945 et leurs descendants, qui forment le groupe minoritaire le plus important en termes démographiques dans la société japonaise. Le terme Zainichi sert donc d'ethnonyme pour désigner les descendants des migrants coréens arrivés au Japon pendant la période coloniale, de 1910 à 1945.
Le mot japonais Zainichi signifie lui-même un citoyen étranger « séjournant au Japon » et implique une résidence temporaire. Néanmoins, le terme « Zainichi coréen » est utilisé pour décrire les résidents permanents installés au Japon, à la fois ceux de nationalité coréenne qui ont conservé leur citoyenneté sud-coréenne ou nord-coréenne, et inclut même parfois les citoyens japonais d'origine coréenne qui ont acquis la citoyenneté japonaise par naturalisation ou par naissance d'un ou des deux parents qui ont la nationalité japonaise.
Les Zainichi ont subi historiquement et subissent encore aujourd'hui plusieurs discriminations liées au racisme dans la société japonaise. Ces discriminations s'expliquent par l'histoire du colonialisme japonais, qui s'appuyait sur une idéologie raciste envers les Coréens. Cela a donné lieu notamment au massacre des Coréens du Kantō qui a suivi le séisme du Kantō de 1923. L'hostilité envers les Zainichi s'exprime aujourd'hui dans les manifestations de groupes ultra-nationalistes comme Zaitokukai.

## Statistiques
Selon le Bureau de l'immigration du Japon, il y avait exactement 613 791 Zainichi au Japon en 2003. Ce chiffre inclut les habitants permanents, les visiteurs en long séjour et les étudiants, mais pas les Coréens naturalisés Japonais.
En 2016, on estime qu'il y a 330 357 Coréens Zainichi au Japon : 299 488 étant rattachés à la Corée du Sud et 31 049 sans citoyenneté (c'est-à-dire liés à la Corée du Nord)[réf. nécessaire]. En outre, entre 1952 et 2016, 365 530 Coréens ont acquis la citoyenneté japonaise.

## Histoire

### Origines
L’origine de la diaspora des Coréens Zainichi remonte au début du XXe siècle, lorsque la Corée était sous la domination de l’empire du Japon. La Corée est devenue officiellement une colonie japonaise en 1910 (Traité d'annexion de la Corée). La confiscation des terres par les colonisateurs japonais à partir des années 1910 a provoqué une vague d’émigration économique dans les années 1920[réf. nécessaire]. Des Coréens sont aussi venus étudier au Japon. Vers 1923, on estime qu'il y avait déjà 130 000 Coréens dans l'archipel.

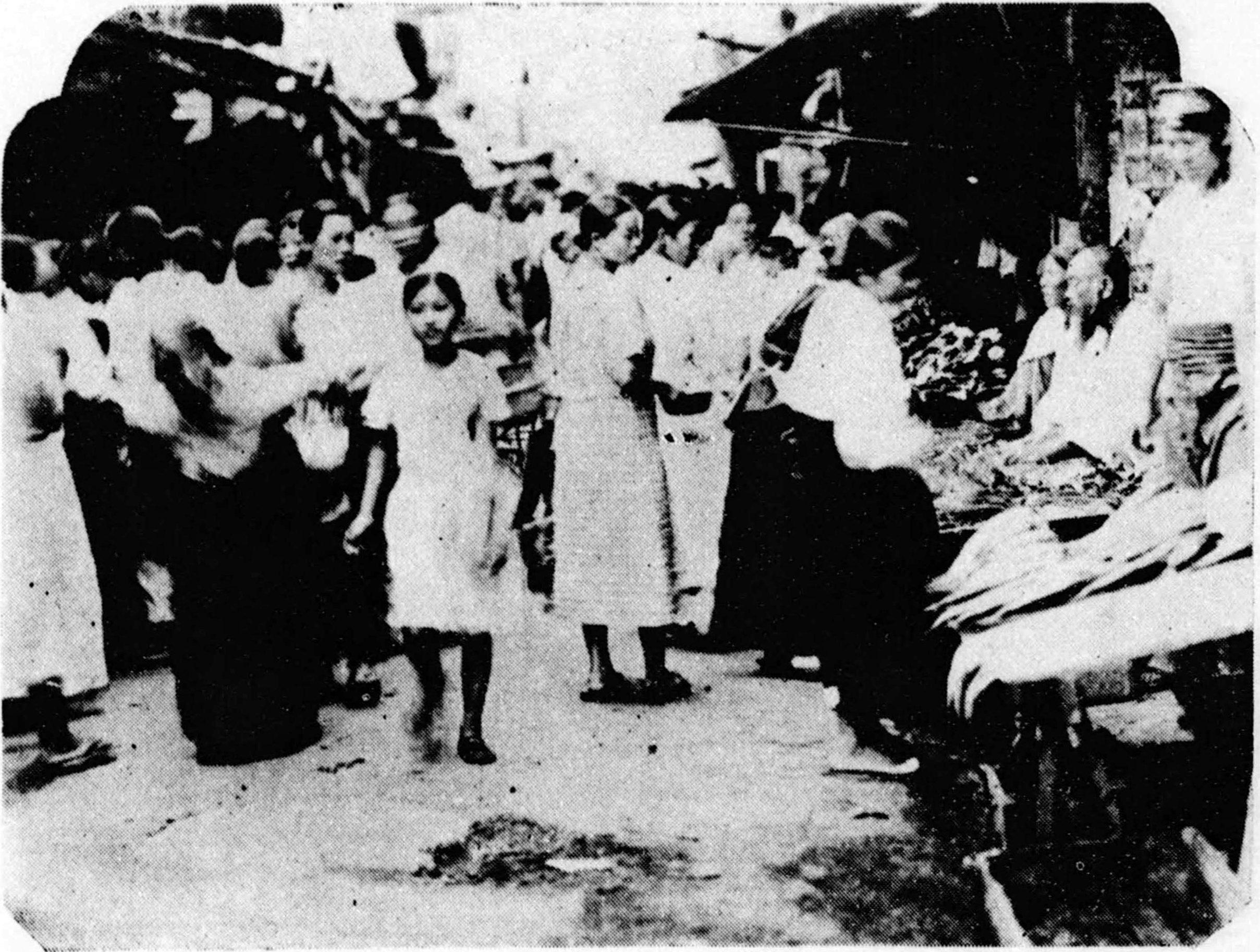
Coréens à Osaka, avant 1938.

À partir de 1931, une politique de travail obligatoire a forcé des milliers de Coréens à venir travailler au Japon pour pallier les absences des soldats japonais mobilisés.

### Durant la Seconde Guerre mondiale
Entre 1939 et 1945, la pénurie de main-d'œuvre causée par la mobilisation des soldats durant la Seconde Guerre mondiale a mené à une série de politiques officielles visant au recrutement de Coréens pour les faire travailler au Japon. Ces politiques ont évolué vers une conscription obligatoire en 1944. Au total, environ 5 400 000 Coréens ont été recrutés, dont plus d'un million ont été déportés au Japon, y compris dans la préfecture de Karafuto (actuelle Sakhaline). Les Coréens déportés au Japon étaient souvent affectés aux usines de munitions et aux mines de charbon, où ils travaillaient dans des conditions misérables. Sur ces centaines de milliers de migrants, environ 60 000 sont morts entre 1939 et 1945, du fait des mauvais traitements et des conditions de travail inhumaines. Si la plupart sont retournés en Corée après la guerre, plusieurs sont aussi restés au Japon. Par exemple, les 43 000 Coréens qui se trouvaient à Karafuto se sont vu refuser le rapatriement sur la péninsule coréenne, parce que l'île de Sakhaline a été occupée par l’Union soviétique juste avant la reddition du Japon. Selon une étude[Laquelle ?], les Coréens qui ont subi la conscription de 1944 représenteraient 13,3 % des Zainichi de première génération.

### Perte de la nationalité japonaise
À la fin de la Seconde Guerre mondiale, il y avait environ 2,4 millions de Coréens au Japon, dont 93 % venaient du sud de la péninsule. La majorité d'entre eux a été rapatriée vers la Corée dans les mois suivant la guerre, tandis qu'environ 650 000 sont restés au Japon en 1946. Les Coréens demeurés au Japon ont formé Chōren, la Ligue des Coréens du Japon, une organisation d'idéologie socialiste qui facilitait le rapatriement vers la Corée pour les Coréens qui désiraient quitter le Japon, et qui soutenait l'éducation en langue coréenne pour ceux qui désiraient y rester.
Dans un premier temps, la défaite japonaise a laissé les Zainichi dans une position juridique ambigüe quant à leur nationalité. L’ordonnance de recensement des étrangers (外国人登録令, Gaikokujin-tōroku-rei) de 1947 les classait comme des personnes de nationalité étrangère. Ils ont été provisoirement enregistrés comme étant de nationalité Choson (en japonais : Chōsen, 朝鮮), l’ancien nom de la Corée unie. En 1948, la Corée s'est divisée officiellement en deux États, la Corée du Nord et la Corée du Sud. Le gouvernement de Corée du Sud a demandé au Commandant suprême des forces alliées, qui occupait alors le Japon, de changer la nationalité des Coréens Zainichi en Daehan Minguk (대한민국, japonais : Daikan Minkoku, 大韓民國), le nom officiel de la nouvelle nation. Ce changement a été adopté à partir de 1950.
Dans un deuxième temps, les Coréens Zainichi ont été entièrement déchus de la citoyenneté japonaise. Cette discrimination juridique, qui leur retirait notamment le droit de vote, est survenue après la signature du traité de San Francisco en 1952, par lequel l’occupation du Japon par les États-Unis s'achevait et le Japon renonçait formellement à toute revendication territoriale sur la péninsule coréenne.
En 1965, l'État japonais a conclu un traité de normalisation des relations diplomatiques avec la Corée du Sud. Cela a encouragé plusieurs Zainichi à adopter la citoyenneté sud-coréenne.

### Division des Zainichi entre Chongryon et Mindan
Dans le contexte de la guerre de Corée, le conflit sur la péninsule a conduit au renforcement des divisions parmi les Coréens japonais. Les Zainichi sympathiques à la Corée du Nord ont fondé Chongryon, l'Association générale des Coréens résidant au Japon, en 1955. Cette organisation a comblé le vide laissé par la disparition de Chōren en 1952. Chongryon s'est occupée d'administrer des écoles coréennes avec le soutien financier du gouvernement nord-coréen. Pour leur part, les Zainichi sympathiques à la Corée du Sud se sont regroupés au sein de Mindan, l'Union des résidents coréens au Japon.
Encore aujourd'hui, les Coréens japonais sont principalement divisés en deux groupes, représentés par Chongryon et par Mindan, qui soutiennent respectivement la Corée du Nord et la Corée du Sud. L'organisation pro-nord coréenne Chongryon est la plus militante en ce qui concerne la protection et la transmission de l’identité coréenne. Ce militantisme se manifeste notamment par le fait qu'elle opère une soixantaine d'écoles primaires et secondaires à travers le Japon.
Dans l'ouvrage North Koreans in Japan, l'anthropologue Sonia Ryang (elle-même d'origine Zainichi) emploie l'expression de « Nord-Coréens du Japon » pour désigner les Coréens japonais qui sont affiliés à Chongryon. Cependant, bien qu'ils soient sympathiques à la Corée du Nord, il faut savoir que les Zainichi affiliés à Chongryon ne sont pas nécessairement originaires du nord de la péninsule coréenne. La majorité des Coréens qui ont migré vers le Japon avant 1945 provenaient du sud de la péninsule. Ils ont d'ailleurs quitté la Corée avant qu'elle ne soit divisée en deux États.
Jusqu’à la fin des années 1970, Chongryon était l'organisation coréenne japonaise qui disposait de la plus grande influence en termes de ressources et d'adhérents. Bien qu'elle dispose toujours d'un poids politique important, le déclin de la Corée du Nord depuis la fin de la guerre froide et l'essor économique de la Corée du Sud ont eu tendance à favoriser Mindan dans les dernières décennies. Aujourd'hui, environ 65 % des Coréens japonais seraient affiliés à Mindan. Le nombre d'enfants éduqués dans les écoles opérées par Chongryon a beaucoup baissé, car de plus en plus de parents choisissent d'envoyer leurs enfants dans des écoles japonaises.

## Retours en Corée

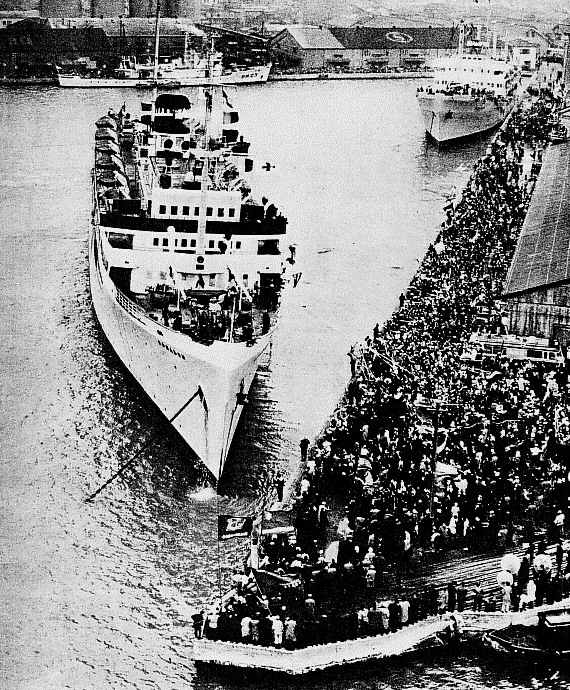
Rapatriement de Coréens depuis le Japon, janvier 1960.

Les rapatriements des Zainichi vers la Corée ont d’abord été conduits par la Croix-Rouge japonaise avant de recevoir l’appui officiel du gouvernement japonais en 1956. En 1959, la Corée du Nord a aussi lancé son propre programme de rapatriement, auquel le gouvernement japonais était très favorable. En effet, le Japon y voyait un moyen de se débarrasser d’une minorité ethnique considérée comme subversive. Les États-Unis ne se sont pas opposés aux rapatriements. L’ambassadeur des États-Unis au Japon a d'ailleurs dit que « les Coréens formaient un groupe misérable, avec de nombreux communistes et autant de criminels ». Certains intellectuels de gauche japonais, comme Gorō Terao, ont aussi promu avec enthousiasme ces rapatriements.
Parmi les 90 000 Coréens japonais qui ont rejoint la Corée du Nord vers la fin des années 1950 et le début des années 1960, une centaine ont ensuite fui la Corée du Nord. C'est le cas notamment de Kang Chol-Hwan, qui a publié un livre sur son expérience, Les Aquariums de Pyongyang. Bien qu'ils soient parfois en proie à une répression politique, certains rapatriés ont réussi à s'élever à des postes importants dans la société nord-coréenne. C'est le cas de Kenki Aoyama (pseudonyme), qui est devenu un espion des services secrets Nord-Coréens à Pékin. Les rapatriements ont donné lieu à de nombreux travaux au Japon. Le film documentaire Dear Pyongyang, par exemple, raconte l'histoire d'une famille dont les fils ont été rapatriés en Corée du Nord. Il a remporté le prix du jury du Festival du film de Sundance de 2006.
Quelques Zainichi sont aussi allés en Corée du Sud, pour y étudier ou s’y établir, comme l’écrivaine Yangji Lee qui a étudié à l’université nationale de Séoul au début des années 1980.